# Lê Khả Phiêu
Lê Khả Phiêu (27 de diciembre de 1932 - 7 de agosto de 2020) fue un militar y político vietnamita que se desempeñó como secretario general del Partido Comunista de Vietnam desde diciembre de 1997 hasta abril de 2001. Lê Khả Phiêu sirvió en el Ejército Popular de Vietnam durante la primera guerra de Indochina y la guerra de Vietnam, participó en la guerra camboyano-vietnamita y fue Jefe del Departamento Político General del Ejército Popular de Vietnam.
Lê Khả Phiêu fue considerado anteriormente como conservador. Sin embargo, esta clasificación ha sido cuestionada por el historiador Martin Gainsborough, quien señala que Lê Khả Phiêu hizo algunos comentarios notablemente francos sobre los problemas en el partido antes del Décimo Congreso del Partido. Lê Khả Phiêu criticó lo que llamó 'enfermedad de la partidización' (bệnh đảng hoá), lo que significa que el partido controla todo. Fue protegido de su predecessor, Đỗ Mười. Ingresó al politburó a inicios de la década de 1990.

## Primeros años
Lê Khả Phiêu nació el 27 de diciembre de 1932 en la aldea de Thượng Phúc, en el distrito de Đông Khê, provincia de Thanh Hoa. En 1945, se unió al movimiento local del Viet Minh y al Partido Comunista Indochino el 19 de junio de 1949.
El 1 de mayo de 1950, el Viet Minh lo envió al ejército. Ascendió a subteniente, ascendiendo al puesto de jefe político de compañía en el 66.º Regimiento de la 304.ª División. De septiembre de 1953 a 1958, ocupó el puesto de suboficial político del batallón y, posteriormente, jefe político del 66.º Regimiento.

## Fallecimiento
Lê Khả Phiêu falleció el 7 de agosto de 2020 en Hanói, tras sufrir una grave enfermedad, a la edad de 88 años. La causa de su fallecimiento fue COVID-19. Se decretó un luto nacional de dos días en Vietnam del 14 al 15 de agosto de 2020. Fue enterrado en el cementerio Mai Dịch de Hanói.

## Distinciones
Fuente:
| Orden de la Estrella de Oro (2007)                     |                                                |                                                |                                                        |                                                        |
| Orden de la Explotación Militar Primera clase          | Orden de la Explotación Militar Segunda clase  | Orden de la Explotación Militar Tercera clase  | Orden de la Resistencia Primera clase                  | Orden de Resolución por la Victoria Tercera clase      |
| Orden del Logro Primera clase                          | Orden del Logro Segunda clase                  | Orden del Logro Tercera clase                  | Medalla por la Victoria de la Liberación Primera clase | Medalla por la Victoria de la Liberación Segunda clase |
| Medalla por la Victoria de la Liberación Tercera clase | Orden de la Liberación Primera clase           | Orden de la Liberación Segunda clase           | Orden de la Liberación Tercera clase                   | Medalla de la Bandera de la Victoria                   |
| Medalla del Combatiente Glorioso Primera clase         | Medalla del Combatiente Glorioso Segunda clase | Medalla del Combatiente Glorioso Tercera clase | Orden de José Martí (Cuba)                             | Medalla de la Libertad (Laos)                          |

Otras condecoraciones incluyen:
- Insignia de membresía del partido por 65 años (2014)[14]